# Neomochtherus rossicus
Neomochtherus rossicus är en tvåvingeart som beskrevs av Engel 1927. Neomochtherus rossicus ingår i släktet Neomochtherus och familjen rovflugor. Inga underarter finns listade i Catalogue of Life.